# 謡曲物
謡曲物（ようきょくもの）または謡物（うたいもの）とは、能楽以外の種目において能楽に取材した音楽作品群のこと。

## 概要
日本の伝統音楽（邦楽）において、能の声楽部分を「謡（うたい）」ないし「謡曲」と称することに由来する。18世紀中葉から後葉にかけて名古屋で活躍した地歌演奏者藤尾勾当の作品『八島』『富士太鼓』『虫の音』あたりにはじまったといわれる。当初は謡の歌詞を借用しただけであったが、しだいに曲調においても謡曲風の作品が創作されるようになった。